# René Guénon
René Jean Marie Joseph Guénon (15. listopadu 1886, Blois – 7. ledna 1951, Káhira) byl francouzský spisovatel, filozof, metafyzik a mystik. Byl též známý pod jménem „šejk Abdel Wahid Jahía“. Jeho nejznámější prací je zřejmě kniha Le Roi du Monde.

## Život
V mládí se ocitl pod vlivem okultisty, hypnotizéra a zakladatele martinismu Gérarda Encausse, známého jako Papus. Později odmítl tento svět francouzského okultismu a označil ho za vyprázdněný a plný pochybných osobností. Záchranu hledal nejprve v hinduismu, především v učení Ádi Šankary, aby se nakonec přiklonil k islámskému mysticismu – súfismu. Poté, co byl roku 1910 iniciován ve Švédsku narozeným Ivanem Aguélim, přijal jméno Abdel Wahid Jahía.
Během první světové války pobýval v Alžírsku, poté působil v Egyptě, roku 1949 získal egyptské občanství, psal však nadále francouzsky.
Roku 1921 začal publikovat knihy. K jeho hlavním tématům patřil vztah západního a východního světa, tajné vědy a krize moderního světa, který viděl jako zkažený, jako produkt úchylky, choroby způsobené tím, že královská moc uchvátila moc kněžskou, k čemuž na západě podle něj došlo zničením templářského řádu roku 1314.
Byl kritikem teozofie Heleny Blavatské a nechtěl s ní být spojován, přestože jeho pokusy smísit západní, indický a islámský ezoterismus byly velmi podobné teozofickým snahám. Svůj přístup často nazýval tradicionalismus či tradiční studia. Připojil se též k zednářství, založil zednářskou lóži Velká trojice.

### České překlady
- Krize moderního světa, Praha, Hermann & synové 2002.
- Král světa, Praha, Malvern 2009.

### Slovenské překlady
- Človek a jeho naplnenie podľa védánty, Východná metafyzika, Hronka, Bratislava 2015.
- Symbolika kríža, Hronka, Bratislava 2016.
- Vláda kvantity a znamenia časov, Európa, Bratislava 2022.
- Kríza moderného sveta, Európa, Bratislava 2024.